# Piłąg
Piłąg (niem. Pfeilings) – osada leśna w Polsce położona w województwie warmińsko-mazurskim, w powiecie ostródzkim, w gminie Morąg. W latach 1975–1998 miejscowość administracyjnie należała do województwa olsztyńskiego.
Wieś wzmiankowana w dokumentach z roku 1402 i 1408, jako wieś pruska na 9 włókach, pod pierwotną nazwą Fewlingk. Później odnotowywana w dokumentach jako leśniczówka. W roku 1782 w miejscowości odnotowano cztery domy, natomiast w 1858 w dwóch gospodarstwach domowych było 30 mieszkańców. W roku 1973 jako leśniczówka, osada należała do powiatu morąskiego, gmina Morąg, poczta Żabi Róg.
Słobicki Las (niem. Schlobittener Forst) – las położony na północ od osady Piłąg.